# Juan de Urrede
Juan de Urrede nato Johannes de Wreede, (Bruges, 1430 circa – dopo il 1482) è stato un cantore e compositore fiammingo.

## Biografia
Fu attivo in Spagna al servizio del Duca d'Alba e di Ferdinando II d'Aragona e Isabella di Castiglia.
Compose diversi Pange Lingua Gloriosi Corporis Mysterium, la maggior parte basati sulle melodie mozarabiche composte da Tommaso d'Aquino. Una delle sue composizioni a quattro voci fu ampiamente eseguita nel XVI secolo e divenne la base di un notevole numero di composizioni per tastiere e messe di compositori spagnoli. Anche se scrisse canzoni sacre, fu meglio conosciuto come compositore di musiche profane per la Corte.

## Opere
La musica di Urrede registrata ed edita in diversi media:
Cancionero de Segovia: Pange Lingua
El Cancionero de la Catedral de Segovia, The Segovia Cathedral Songbook,
- Ensemble Daedalus, Roberto Festa

Nunca fue pena mayor (Non vi fu maggior dolore). Chanson. c1470 for instruments
da Colombina Song Book 1460-1490
da Harmonices Musices Odhecaton Venice 1501
- Ens Les Flamboyants. Rosa Dominguez voce, Viva Biancaluna Biffi fiddle, Jane Achtmann fiddle/viola d'arco, Irene Klein viola da gamba, Norihisa Sugawara liuto/fiddle, Giovanna Pessi arpa, Michael Form, Luis Beduschi, Gerit Kropfl recorder, Rogerio Goncalves percussioni
- Zefiro Torna. Eufoda 1343
- Montserrat Figueras, Hespèrion XXI / Jordi Savall. Astree 9954
- Montserrat Figueras, Hesperion XX / Luiz Alves de Silva. Fontalis 8763
- Ferre, Binchois Ensemble / D.Vellard. EMI Virgin Classics 567-545359
- Hilliard Ensemble. EMI Virgin Classics 653-561394
- Waverly Consort / Jaffee. EMI Virgin Classics 621-561815
- Newberry Consort. Harmonia Mundi France 7907083
- Larry Hill, Gregory Tambornino. Meridian 84406
- Nancy Knowles, Frank Wallace. Centaur 2109

Donde estas que non te veo per voce e strumenti
da Colombina Song Book 1460-1490
- Montserrat Figueras s, Hesperion XXI / Jordi Savall. Astree 9954

Muy triste sera mi vida
da Colombina Song Book 1460-1490
- Hesperion XX / Jordi Savall. Astree 9954[3]